# مجتهد مستقل
المجتهد المستقل في الدراسات الإسلامية للفقه وأصول الفقه هو الذي استقل بنفسه بوضع قواعده في الاجتهاد، وصاغ لنفسه أصول منهج الاستدلال التي يبني عليها الفقه، وتعد رتبة المجتهد المستقل درجة علمية عليا هي أعلى مراتب الاجتهاد، حيث أن المجتهد المستقل هو مجتهد مطلق أي: أنه مجتهد في جميع أحكام الشرع، ويشترط أن تتوفر فيه أعلى شروط الاجتهاد، كالأئمة الأربعة أئمة المذاهب الأربعة وهم: أبو حنيفة ومالك بن أنس والشافعي وأحمد بن حنبل. وتسمى هذه الطبقة: طبقة المجتهد المستقل، أو طبقة المجتهد المطلق المستقل، أو غير المنتسب، وسمى ابن عابدين هذه الطبقة: طبقة المجتهدين في الشرع.

## تقسيم
المفتي أعم من أن يكون مجتهدا، والمفتي إما أن يكون مستقلا أو غير مستقل، فالمفتي المستقل هو الذي يستقل بإدراك الأحكام الشرعية من الأدلة الشرعية من غير تقليد ولا تقيد بمذهب أحد. وقد ذكر الإمام أبو المعالي الجويني تفصيل صفات المفتي ثم قال القول الوجيز في ذلك إن المفتي هو المتمكن من درك أحكام الوقائع على سبر من غير معاناة تعلم. حكاه ابن الصلاح وقال بأن ما قاله إمام الحرمين معتبر في المفتي ولا يصلح أن يكون حدا للمفتي.

## شروط المجتهد المستقل
يشترط في المجتهد المستقل أن يمتلك الأهلية والكفاءة العلمية والقدرة على استنباط الأحكام الشرعية، ولا يبلغ رتبة الاجتهاد إلا باجتماع كل الشروط اللازم توفرها في ذلك وهي نوعان: عامة وخاصة، فالشروط العامة هي الشروط المطلوب توفرها فيمن يتولى الإفتاء والقضاء، قال النووي: «شرط المفتي كونه مكلفا مسلما وثقة مأمونا متنزها عن أسباب الفسق وخوارم المروءة، فقيه النفس، سليم الذهن، رصين الفكر، صحيح التصرف والاستنباط، متيقظا». وقال أيضا: يشترط في المفتي المنتسب إلى مذهب إمام كما سبق أن يكون فقيه النفس، حافظا مذهب إمامه، ذا خبرة بقواعده، وأساليبه ونصوصه.
وهذه شروط المفتي والمجتهد بوجه عام، وإذا كان المجتهد في رتبة المجتهد المطلق؛ فيشترط فيه مع هذه الشروط السابقة وجود شروط إضافية أخرى منها: أن يكون قيما بمعرفة أدلة الأحكام الشرعية من الكتاب والسنة والإجماع والقياس وما التحق بها على التفصيل المذكور في كتب الفقه وغيرها، وأن يكون عالما بما يشترط في الأدلة ووجوه دلالاتها، ويكفيه اقتباس الأحكام منها وذلك يستفاد من علم أصول الفقه وأن يكون عارفا من علم القرآن وعلم الحديث وعلم الناسخ والمنسوخ وعلمي النحو واللغة وأختلاف العلماء واتفاقهم بالقدر الذي يتمكن به من الوفاء بشروط الأدلة والاقتباس منها ذا دراية وارتياض في استعمال ذلك عالما بالفقه ضابطا لأمهات مسائله وتفاريعه المفروغ من تمهيدها. فمن جمع هذه الفضائل فهو المفتي المطلق المستقل الذي يتأدى به فرض الكفاية وأن يكون مجتهدا مستقلا.
وكون المفتي حافظا لمسائل الفقه لم يعد من شروط المفتي في كثير من الكتب المشهورة نظرا إلى أنه ليس شرطا لمنصب الاجتهاد، وذلك إن الفقه من ثمراته فيكون متأخرا عنه وشرط الشيء لا يتأخر عنه واشترط ذلك الأستاذ أبو إسحاق الإسفراييني وصاحبه أبو منصور البغدادي وغيرهما، قال ابن الصلاح: واشتراط ذلك في صفة المفتي الذي يتأدى به فرض الكفاية هو الصحيح وإن لم يكن كذلك في صفة المجتهد المستقل على تجرده؛ لأن حال المفتي يقتضي اشتراط كونه على صفة يسهل عليه معها إدراك أحكام الوقائع على القرب من غير تعب كثير وهذا لا يحصل لأحد من الخلق إلا بحفظ أبواب الفقه ومسائله. ولا يشترط أن يستحضر في ذهنه جميع الأحكام، بل يكفي أن يكون حافظا لمعظمها متمكنا من إدراك الباقي على القرب.
ويشترط فيه أن يعرف من الحساب ما يصحح به المسائل الحسابية الفقهية. قال ابن الصلاح: حكى أبو إسحاق وأبو منصور فيه اختلافا للأصحاب، والأصح اشتراطه لأن من المسائل الواقعة نوعا لا يعرف جوابه إلا من جمع بين الفقه والحساب.